# Vonyarcvashegy

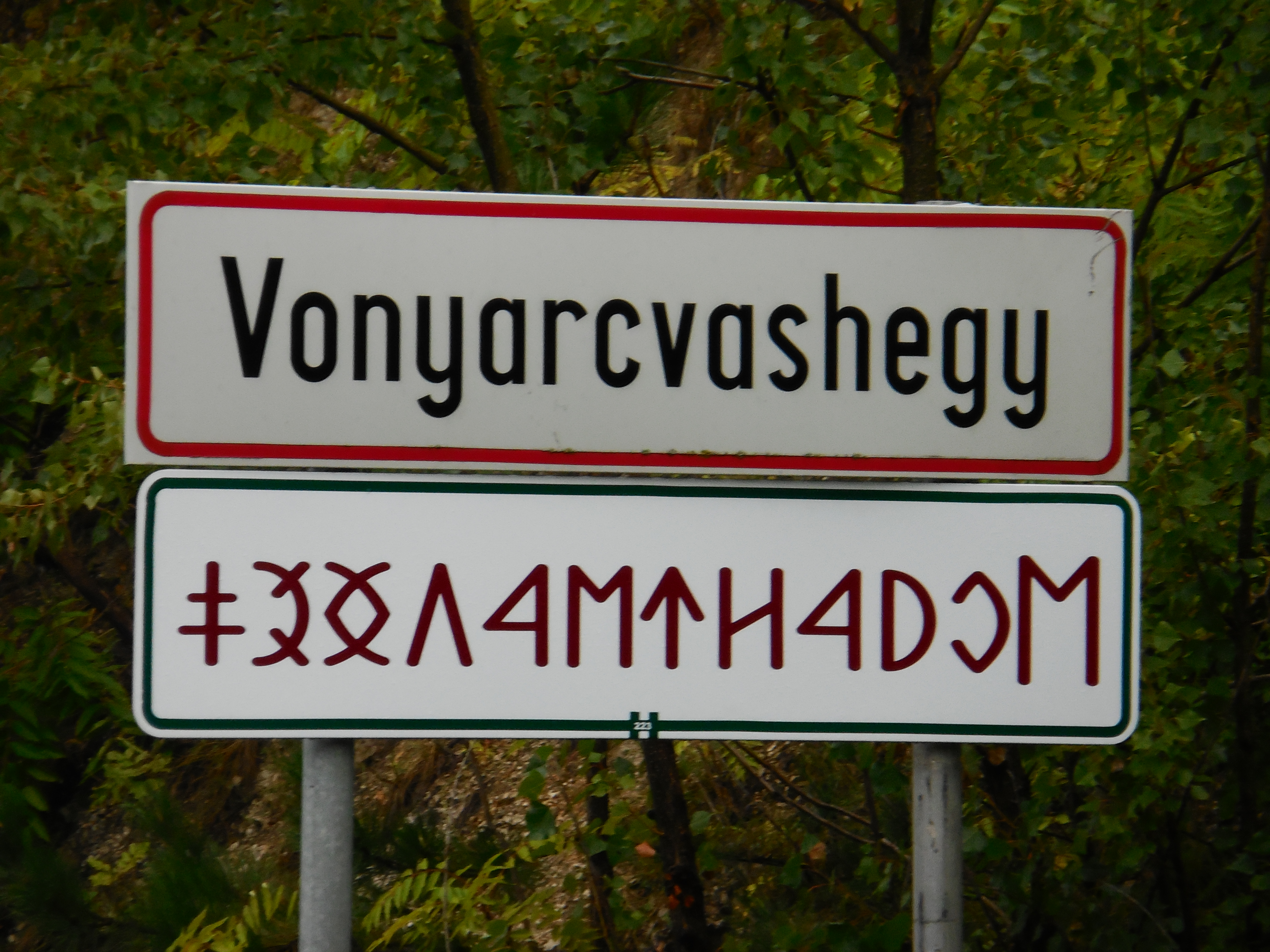
Příjezdová značka v Vonyarcvashegy, značená v latince a v rovasu

Vonyarcvashegy (vyslovováno [voňarcvašheď]) je velká obec a známé letovisko v Maďarsku v župě Zala, spadající pod okres Keszthely. Nachází se u břehu Balatonu, asi 2 km jihovýchodně od Keszthely. V roce 2015 zde žilo 2 172 obyvatel, z nichž jsou 91,2 % Maďaři, 6,97 % Němci, 0,2 % Romové a 0,16 % Chorvati.
Sousedními obcemi jsou Balatongyörök a Gyenesdiás.